# Murdoch Mitchison
John Murdoch Mitchison (* 11. Juni 1922 in Oxford; † 17. März 2011 in Edinburgh) war ein britischer Zellbiologe und langjähriger Professor für Zoologie an der University of Edinburgh, der zum bekanntesten Fachmann für den Zellzyklus der Hefen wurde.

## Leben

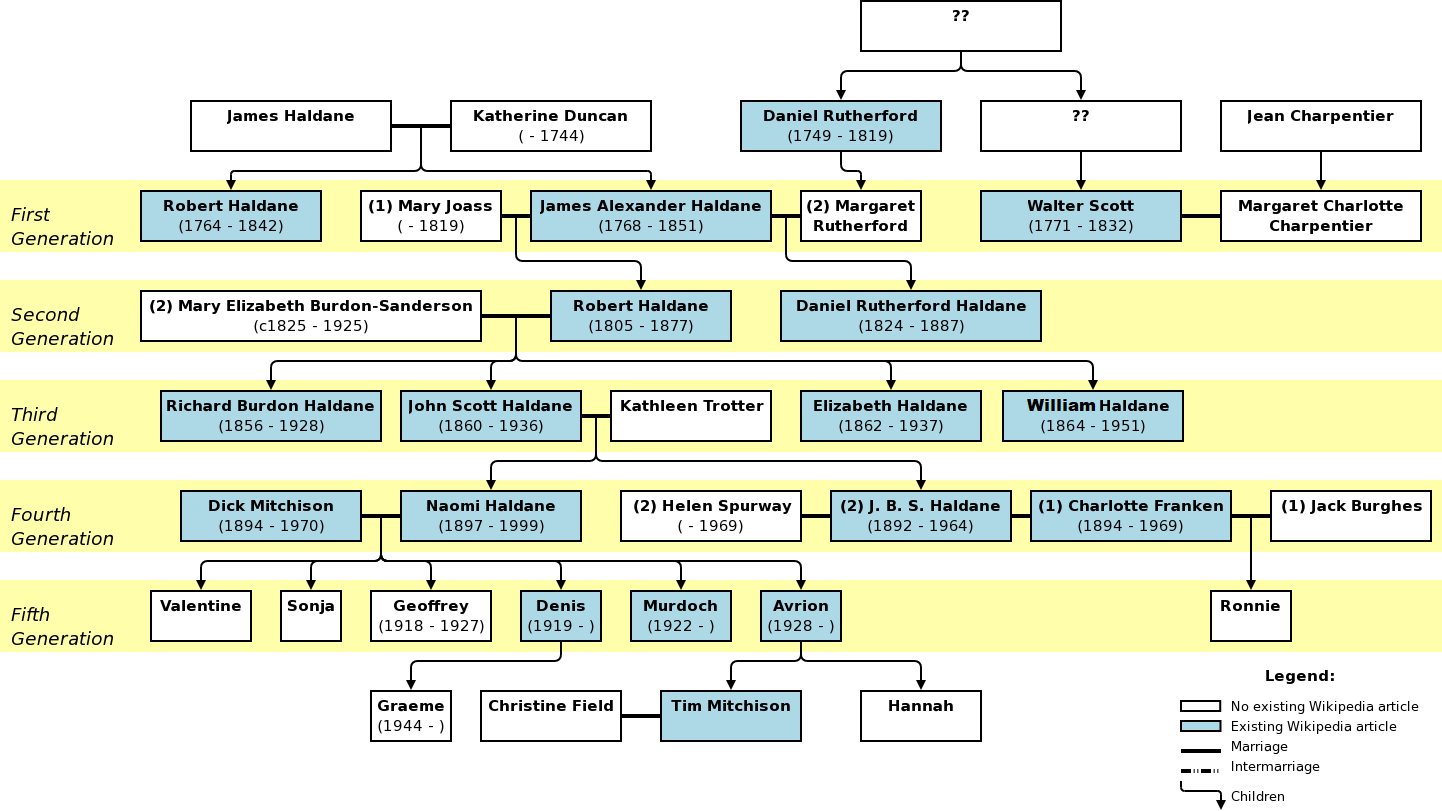
Stammbaum der Familie Haldane-Mitchison

Mitchison stammte aus einer intellektuellen Familie von Politikern und Wissenschaftlern. Sein Vater Dick Mitchison war Mitglied des House of Commons sowie des House of Lords für die Labour Party und enttäuscht darüber, dass ihn Premierminister Harold Wilson 1964 trotz einer vorherigen Zusage nicht zum Wissenschaftsminister in dessen Kabinett berief. Sein Großvater mütterlicherseits war der Physiologe John Scott Haldane, der als Begründer des methodischen Holismus gilt, während dessen Bruder, Mitchisons Großonkel, Richard Haldane, 1. Viscount Haldane zwei Mal Lordkanzler war. Seine Mutter war die Schriftstellerin Naomi Mitchison, die eine Schwester des Theoretischen Biologen und Genetikers sowie Mitbegründers der Populationsgenetik J. B. S. Haldane war.
Sein älterer Bruder Denis Mitchison war als Professor für Bakteriologie an der Universität London tätig, während sein jüngerer Bruder Avrion Mitchison ein Zoologe ist, der wesentliche Beiträge zum Verständnis von immunologischen Reaktionen bei Infektionen, Allergien und Autoimmunerkrankungen geleistet hat.
Mitchison besuchte mit einem Stipendium das Winchester College und hatte dort Chemie-Unterricht bei Eric James, dem späteren Lord James of Rusholme, der 1959 erster Vizekanzler der York University wurde. 1939 begann er sein Studium am Trinity College der University of Cambridge und schloss als Jahrgangsbester die Vorlesungen in Zoologie ab. Einer seiner Professoren war Edgar Adrian, der 1932 den Nobelpreis für Medizin erhielt und 1951 Leiter des Trinity College wurde.
1941 wurde er zum Militärdienst in die British Army einberufen, wo er in der Operationsforschungsabteilung diente und 1946 zum Major befördert wurde. 1947 heiratete er die Historikerin Rosalind „Rowy“ Mary Wrong, die zahlreiche Fachbücher über die Sozialgeschichte Schottlands verfasste.
Nach seiner Entlassung wurde er 1950 Forschungswissenschaftler (Research Fellow) am Trinity College und übte diese Tätigkeit bis 1954 aus. Während dieser Zeit verfasste er zahlreiche Artikel in Fachzeitschriften wie Birefringence in Amoebae, The Mechanical Properties of the Cell Surface, The status of haemoglobin in sickle-cell anaemia, The mechanism of cleavage in animal cells und Differentiation in the Cell Cycle. In den 1950er Jahren führte er die Schizosaccharomyces pombe als Modellorganismus in der Zellbiologie ein.
Nachdem er zwischen 1953 und 1963 zehn Jahre lang Lektor war, war er anschließend für ein Vierteljahrhundert von 1963 bis 1988 Professor für Zoologie an der University of Edinburgh. Nach den Worten seines Vorgängers Michael Swann war er „der Wissenschaftler, der mehr über den Zellzyklus der Hefe als jeder andere in der Welt wusste“. Als Pionier der Zellbiologie forschte er den Wachstumsmechanismus und den Zellzyklus. Zu seinen Mitarbeitern gehörte auch der Biochemiker Paul Nurse, der 2001 den Nobelpreis für Medizin erhielt.
Daneben war er zwischen 1964 und 1972 Präsident der Britischen Gesellschaft für Zellbiologie und ein herausragendes Mitglied der Arbeitsgruppe für biologische Arbeitskraft von 1968 bis 1971 sowie der Royal Commission on Environmental Pollution von 1974 bis 1988.
Mitchison war Mitglied der Royal Society und der Royal Society of Edinburgh. 1989 wurde er Mitglied der Academia Europaea.